# Ladislav Lábus
Ladislav Lábus (* 24. listopadu 1951 Praha) je český architekt a vysokoškolský pedagog, emeritní děkan Fakulty architektury ČVUT v Praze, bratr herce Jiřího Lábuse.

## Biografie
Jeho otec byl Ladislav Lábus, jenž byl také architektem, matka byla zdravotní sestra. Bydlel na Vinohradech v Bělehradské ulici společně s rodiči a bratrem Jiřím. Na počátku 70. let 20. století absolvoval Stavební fakultu ČVUT v Praze, obor architektura. Po vojenské službě pracoval v Projektovém ústavu hlavního města Prahy, zde působil v ateliéru Delta, kde spolupracoval s Alenou Šrámkovou a od roku 1986 zde pracoval ve funkci vedoucího projektanta.
Od 1990 se datuje jeho pedagogická činnost na Fakultě architektury ČVUT v Praze, kde působil jakožto vedoucí ateliéru. V roce 1991 založil svůj vlastní architektonický ateliér Lábus. V roce 1993 byl jmenován vedoucím Ústavu navrhování III. na Fakultě architektury ČVUT v Praze, v roce 1995 se habilitoval jakožto docent tamtéž.
V roce 2002 byl prezidentem republiky jmenován profesorem na Fakultě architektury ČVUT v Praze. Od roku 2014 do roku 2022 působil jako děkan na téže fakultě. V roce 2014 získal cenu Ministerstva kultury za architekturu.

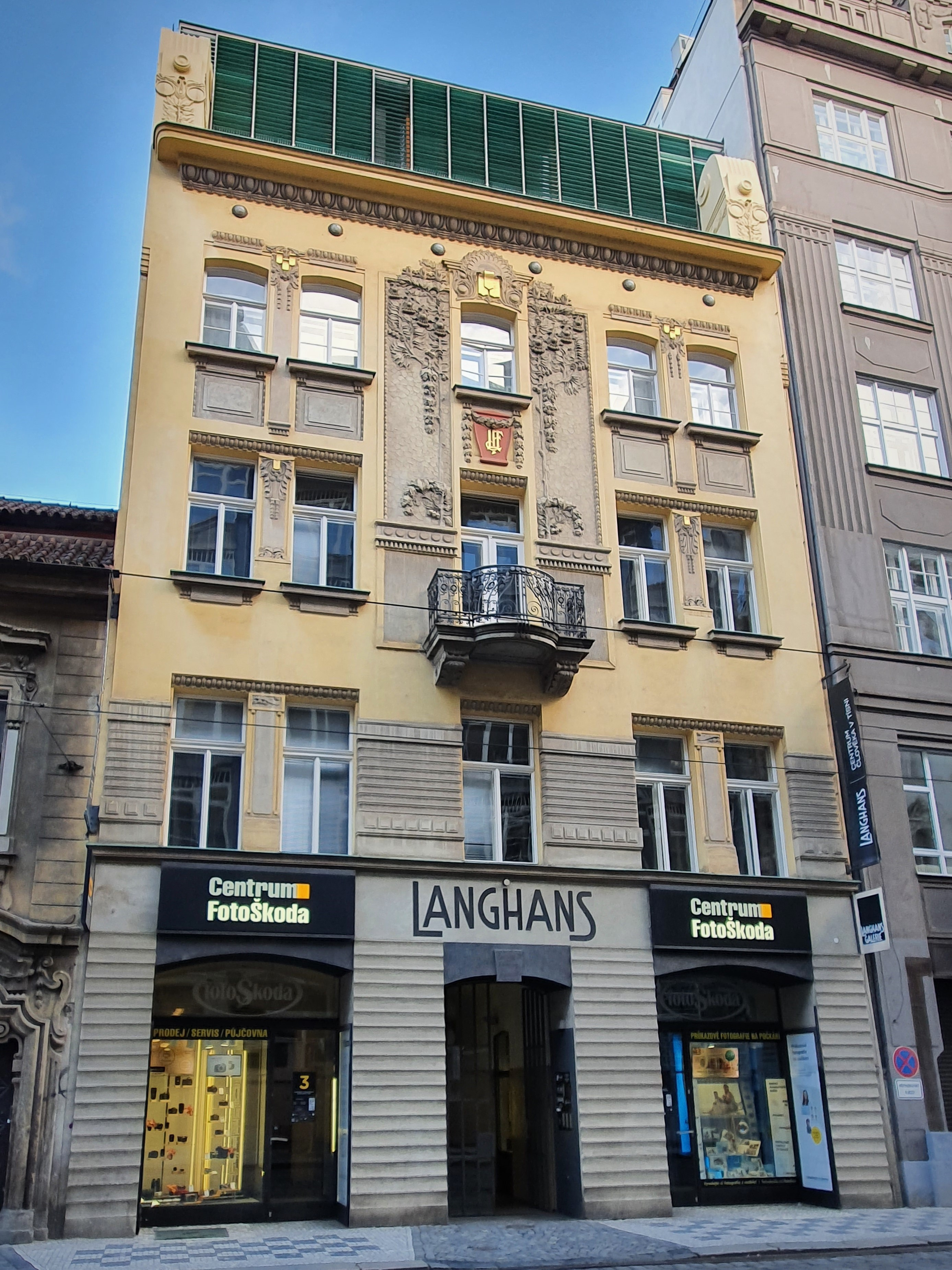
Palác Langhans, Praha

## Realizované projekty, výběr
Od roku 1997 pracoval nebo spolupracoval na těchto projektech:
- Přestavba Obchodního centra Lužiny (2014, Praha; (spolu s Alenou Šrámkovou))[5][6]
- Rodinný dům Záběhlice (2010, Praha)
- Hanspaulka Nové Vily (2009, Praha)
- Rekonstrukce vily Lídy Babkové-Baarové (2008, Praha)[7]
- Vila v Nespekách (2008, Nespeky)
- Hotel Karlov**** (2008, Benešov)
- Rekonstrukce Edisonovy transformační stanice (2007, Praha)
- Rekonstrukce Jízdárny Pražského hradu (2007, Praha)
- Rodinný dům v Řevnicích (2006, Řevnice)
- Rekonstrukce administrativní budovy firmy Milos (2005, Roudnice nad Labem)
- Rodinný dům v Komořanech (2005, Praha)
- Rodinná vila Mukařov (2004, Mukařov)
- Rodinný dům se studiem v Podbabě (2004, Praha)
- Rekonstrukce Paličkovy vily (2003, Praha)
- Rekonstrukce paláce Langhans (2002, Praha)
- Vila v Roudnici nad Labem (2001, Roudnice nad Labem)
- Vila ve Vonoklasech (1998, Vonoklasy)
- Dům pečovatelské služby (1997, Český Krumlov)
- Obchodní centrum Lužiny (1997, Praha)